# عباس الترجمان
عباس بن علي بن الحسين اليزدي النجفي الشهير بـالترجمان  (18 نوفمبر 1925 - 10 يناير 2008) شاعر ومترجم وباحث لغوي عراقي - إيراني. ولد في مدينة كربلاء. تخرّج في كليّة الفقه في النجف، ثم حصل على الماجسيتر من كليّة الإلهيات من جامعة طهران، والدكتوراه من كليّة الآداب والعلوم الإنسانية فيها. عمل في الخط والرسم، ثم في التدريس، ثم في مديرية التخطيط والتحقيق في إيران. وأخيراً تفرّغ لأعمال الترجمة وتصحيح الكتب وتحقيقها. له عدد من الدواوين الشعرية باللغتين العربية والفارسية وباللهجة العراقيّة الدارجة، وله في مجال البحث اللغوي معاني حروف الزوائد. توفي في طهران.

## سيرته
ولد عباس بن علي بن الحسين بن على أكبر اليزدي النجفي الترجمان في 18 نوفمبر 1925 / 3 جمادى الأولى 1344 في مدينة كربلاء. قرض الشعر، وارتقى منابر الخطابة منذ طفولته. بدأ دراسته الأولى بالمكتب حيث حفظ القرآن. ثم التحق بالمدارس الحكومية وأنهى دراسته الثانوية، فالتحق بكلية الفقه في النجف وتخرج فيها. ثم درس في طهران وحصل على الماجستير من كلية الإلهيات، والدكتوراه من كلية الآداب والعلوم الإنسانية ودار العلوم في القاهرة.

تنقل بين عدد من المهن والحرف منذ يفاعته، كما امتهن الخط والرسم. وعمل مدرساً في المدارس الثانوية، وفي كلية الضباط وفي مدرسة الإذاعة والتلفزيون العالية، ومسؤولاً عن القسم العربي في مديرية التخطيط والتحقيق بإيران. ثم تفرغ لأعمال الترجمة ولتصحيح الكتب وتحقيقها.

عمل كمترجم فوري في وزارة الثقافة والإرشاد الإسلامي الإيرانية وترجم العديد من الكتب من مرتضى مطهري وعلي شريعتي. تصدر للتدريس في جامعات آزاد الإسلامية في طهران، كاراج، جارمسار لمدة 10 سنوات وفي جامعة شهيد بهشتي وهو من أعضاء هيئة التدريس فيها لمدة أحد عشر عاما.

توفي عباس الترجمان في 10 يناير 2008/ 2 محرم 1429 في منزله بطهران بعد معاناة طويلة بنزيف الجهاز الهضمي ودفن في مقبرة وادي السلام في النجف حسب وصيته.

## آثاره
- ديوان الترجمان 1956
- الفاطميات العشر 1985
- معاني حروف الزوائد
- المقتصد في شرح التكملة
- ترجمة رباعيات عمر الخيام باللهجة الدارجة العراقية
- صالح بن عبد القدوس: حياته - بيئته- شعره
- طرائف وظرائف نجفية
- المواكب العزائية في النجف الأشرف
- دروس في فن الترجمة
- القضاء في إيران
- الشعلة الحسينيةملحمة شعرية، 1972
- ملامح اللهجة النجفية أصولها وآدابها

## وصلات خارجية
- في أرشيف المجلات
- في معجم البابطين